# Schizomus arunachalicus
Espèce
Schizomus arunachalicus est une espèce de schizomides de la famille des Hubbardiidae.

## Distribution
Cette espèce est endémique d'Arunachal Pradesh en Inde.

## Description
Le mâle holotype mesure 4,721 mm et la femelle paratype 4,76 mm.

## Étymologie
Son nom d'espèce lui a été donné en référence au lieu de sa découverte, l'Arunachal Pradesh.

## Publication originale
- Bastawade 2006 : Arachnida: Scorpionida, Uropygi, Schizomida and concopodid opiliones (Chelicerata). Fauna of Arunachal Pradesh, Part, 2, State Fauna Series, 13, Zoological Survey of India, p. 449-465 (texte intégral).